# Setibhor
Setibhor war eine altägyptische Königin, die am Ende der 5. Dynastie (Altes Reich) lebte und wahrscheinlich Gemahlin von König Djedkare, dem achten Herrscher dieser Zeit, war. Sie trug die Titel Freundin der Horus, Die den Horus und Seth schaut, Große des Hetes-Szepters und geliebte Königsgemahlin (Ḥm.t-njswt-mrj.t.f = Hemet-nisut-meritef). Ihre Pyramide liegt neben der des Pharaos in Sakkara. Der Name des Pyramidenbesitzers war lange Zeit umstritten, wurde jedoch 2019 auf einer Säule geschrieben gefunden. Die Größe der Pyramidenanlage, aber auch die Dekoration der Pyramidenkapelle scheinen die bedeutende Rolle der Königin anzudeuten.